# Eumitra
Eumitra is een geslacht van weekdieren uit de klasse van de Gastropoda (slakken).

## Soorten
- Eumitra apheles Lozouet, 1991
- Eumitra caledonica Lozouet, 1991
- Eumitra imbricata Lozouet, 1991
- Eumitra nitens (P. Marshall, 1918) †
- Eumitra richeri Lozouet, 1991
- Eumitra suduirauti Bozzetti, 1997
- Eumitra waitemataensis (Powell & Bartrum, 1929) †